# Kaspar Eisenkolb
Kaspar Eisenkolb (* 23. Mai 1826 in Lowrin, Kaisertum Österreich; † 30. November 1913 in Nagykikinda, Königreich Ungarn) war ein rumäniendeutscher Lehrer und Komponist.

## Leben
Gleich seinem älteren Bruder Josef Eisenkolb besuchte Kaspar Eisenkolb das Lehrerseminar in Temeswar. Er wirkte dann als Lehrer in Lovrin (1843–45), Triebswetter (bis 1848), Tschanad (bis 1858) und von 1860 bis zu seiner Pensionierung 1888 als Lehrer und Kantor in Nakodorf. Er komponierte Kirchenlieder, die sich in mehreren banater Liederbüchern finden und legte ab 1866 in Nakodorf ein Gesangbuch an. Als Autographen sind u. a. die Lieder Ich glaub an Gott in aller Noth, Jesus dir leb ich und Wir beten an, dich wahres Himmelsbrot erhalten.